# Línea M-125 (Área de Málaga)
La línea M-125 es una ruta de transporte público en autobús interurbano del Consorcio de Transporte Metropolitano del Área de Málaga. Une el municipio de Torremolinos con la barriada cercana al Patronato de Viviendas (Arroyo de la Miel) (Benalmádena).
Esta línea de autobús atiende, además, el núcleo de Benalmádena Costa y Arroyo de la Miel.

## Detalles de la línea
| Línea | Trayecto               | Recorrido y Horarios | Plano |
| ----- | ---------------------- | -------------------- | ----- |
| M-125 | Torremolinos-Patronato | Recorrido y Horarios | Plano |